# Неаполитанские суммы

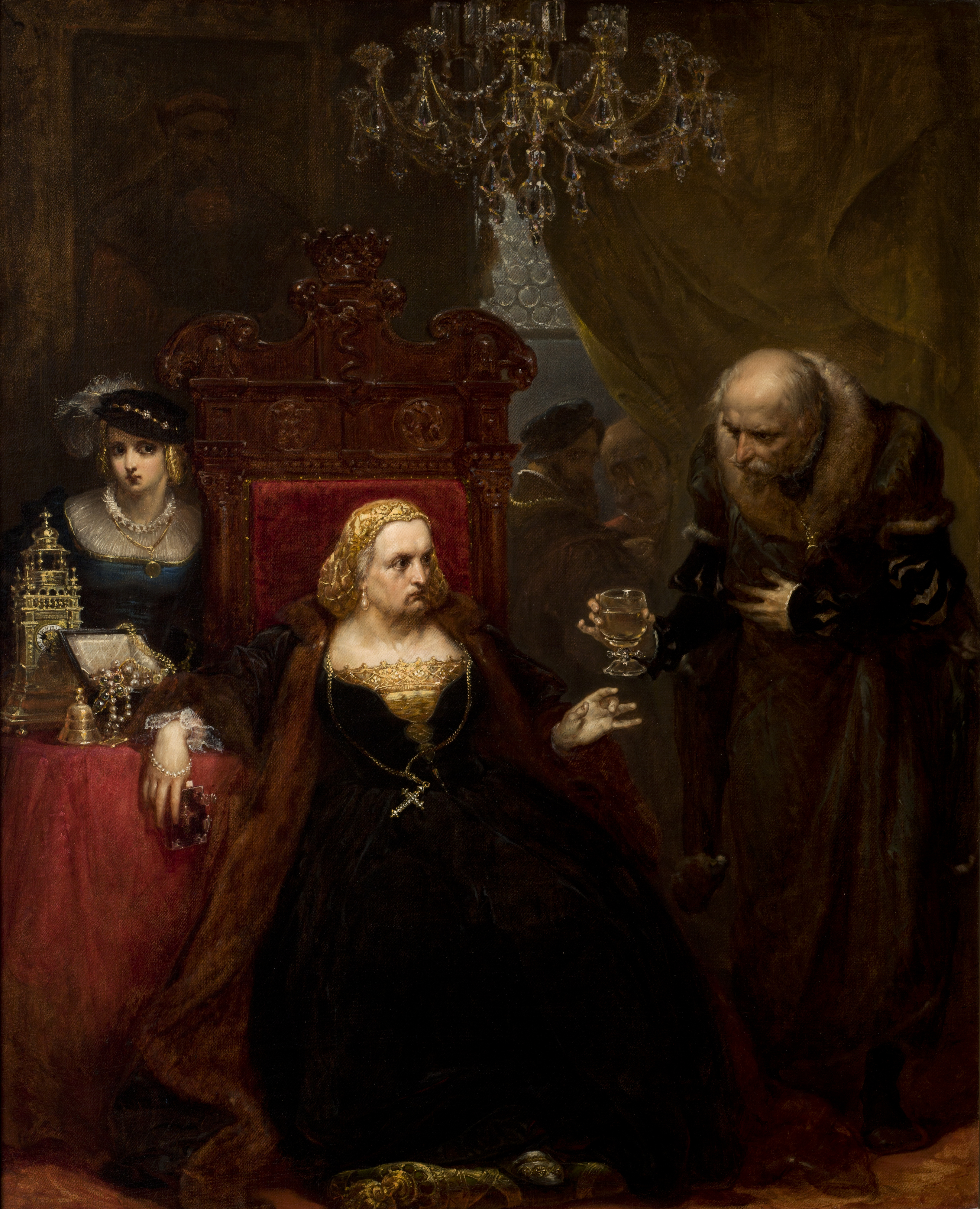
Ян Матейко. Отравление Королевы Боны. Паппакода протягивает Боне стакан того, что должно быть манной Святого Николая, но на самом деле является ядом.

Неаполитанские суммы (пол. Sumy neapolitańskie) — ссуда, предоставленная в 1557 году вдовствующей королевой Польши и великой княгиней Литовской Боной Сфорца Филиппу II Испанскому. Долг так и не был погашен, и спор между Речью Посполитой и королевством Испания продолжался до третьего раздела Речи Посполитой в 1795 году. Фраза «sumy neapolitańskie» стала в польском языке синонимом пустых обещаний выплатить долг.

## Заём и завещание
В феврале 1556 года Бона Сфорца уехала из Польши в свою родную Италию с сокровищами, которые она накопила за 38 лет пребывания в этой стране. В мае она прибыла в Бари, доставшийся ей в наследство от матери Изабеллы Арагонской. Там её посетили посланники Филиппа II Испанского, которые пытались убедить её отказаться от герцогства Бари и Россано в пользу габсбургской Испании. Она отказалась, но в это время вице-король Неаполя и герцог Альба Фернандо Альварес де Толедо опасался нападения французов и собирал деньги для войск. Бона, возможно, имея амбиции самой стать вице-королевой Неаполя, согласилась одолжить ему огромную сумму в 430 тыс. дукатов под 10 % годовых. Кредит был гарантирован таможенными пошлинами, собранными в Фодже. Соглашения были подписаны 23 сентября и 5 декабря 1556 года.
В 1557 году Бона приготовилась к путешествию в сторону Венеции, а оттуда, возможно, обратно в Польшу; Габсбурги были полны решимости получить Бари и Россано. Это оставило Бари, Россано, Остуни и Гротталье Филиппу II Испанскому, а большие суммы — Паппакоде и его семье. Её дочери получат единовременную выплату в размере 50 000 дукатов, за исключением Изабеллы Ягеллонки, которая должна была получать 10 тыс. дукатов ежегодно. Её единственный сын, король Сигизмунд II Август, был назван главным бенефициаром, но в конце концов он унаследовал только деньги, драгоценности и другое личное имущество. На следующий день Бона почувствовала себя лучше и продиктовала новое завещание Сципиону Катапани, по которому она завещала Бари и другое имущество Сигизмунду Августу. Она умерла ранним утром 19 ноября 1557 года, также умерли и несколько её слуг (повар, паж, мажордом, писец).

## Спор
Паппакода представил завещание в поддержку Филиппа II. Сигизмунд Август оспаривал это завещание и утверждал, что Паппакода отравил Бону и сфальсифицировал её последнюю волю. Габсбурги утверждали, что второе завещание подделал Сигизмунд Август. Сигизмунд Август отправил Войцеха Крыски в Мадрид, Яна Высоцкого в Рим и Мартина Кромера ко двору императора Священной Римской империи Фердинанда I, который также был дядей Филиппа и тестем Сигизмунда. В связи со спором Сигизмунд Август учредил первую курьерскую службу, которая соединила Краков с Венецией в октябре 1558 года. Первым королевским почтмейстером был итальянский банкир Просперо Прована.
Польские послы столкнулись с тяжёлой ситуацией: Фердинанд I не захотел вмешиваться, заявив, что он всего лишь посредник, а не судья, и дело было передано в суд в Неаполе. После Като-Камбрезийского мира Испания стала доминирующей державой в Италии. Адвокаты Филиппа не заостряли внимание на вопросе подлинности завещания и вместо этого заявили, что Изабелла Неаполитанская с самого начала не имела прав на Бари и Россано, а Бона получила Бари только на всю жизнь от императора Карла V. Польские послы не знали тонкостей итальянских и испанских законов; их работе по допросу свидетелей и сбору доказательств препятствовали местные власти.
Спор также осложнил отношения между Польшей и Швецией, поскольку 50 тыс. дукатов приданого Катерины Ягеллонки зависели от успешного разрешения территориального спора Сигизмундом Августом. Только в июле 1559 г. полякам удалось вернуть лишь небольшую сумму наличными, личные вещи и проценты по кредиту. Герцогство Бари было включено в состав испанской короны, несмотря на просьбы Руя Гомеса де Сильвы и кардинала Антонио Карафа предоставить им Бари. За свои услуги Паппакода получил от Филиппа пенсию и титулы маркграфа Капурсо и кастеляна Бари. Однако спор по этому вопросу продолжался. Кардинал Станислав Гозий подумывал о передаче дела на Тридентский собор. Епископу Адаму Конарски удалось вернуть часть драгоценностей Боны и наличные деньги. Возможность восстановить Бари и Россано представилась, когда папа Пий V хотел включить Речь Посполитую в Священную лигу в 1571 году. Однако она была потеряна из-за смерти Сигизмунда Августа в июле 1572 года.

## Выплаты
Даже при выплате проценты задерживались, сама Испания несколько раз объявляла дефолты по своим кредитам. В 1564 году Испания выплатила 300 тыс. дукатов в качестве процентов по задолженности отчеканенными в Неаполе и на Сицилии серебряными талерами и полталерами. В то время Речь Посполитая была занята Ливонской и Северной Семилетней войной и испытывала нехватку денег. В целях экономии времени и денег полученные монеты не переплавлялись, а перечеканивались. Вместо этого они были проштампованы монограммой Сигизмунда Августа и годом (1564) Виленского монетного двора. Эти монеты в обязательном порядке обменивались на 60 польских грошей, тогда как на самом деле монеты стоили всего около 33,5 грошей. Король пообещал выкупить монеты в конце войны по тому же курсу в 60 грошей (таким образом, фактически предоставив государству ссуду военного времени). Неизвестно, сдержали ли обещание. Эти монеты с надчеканками являются нумизматической редкостью в Польше и Литве.
После смерти Сигизмунда Августа в 1572 году интересы должны были быть разделены между его сёстрами Анной и Екатериной Ягеллонками. Однако Анна не переслала деньги Екатерине в Швецию, и стало известно об их конфликте. Вопрос о взыскании неаполитанских сумм вновь и вновь обсуждался на сейме. Этот вопрос часто сочетался с вопросом о возобновлении работы серебряных и свинцовых рудников в Олькуше, которые были затоплены во время шведского потопа. Эти два вопроса часто поднимались, когда налогообложение обсуждалось как решение фискальных проблем Речи Посполитой. Вошло в пословицу, что Польшу грабили дважды: один раз затопившей Олькуш рекой Бабой, а второй раз — королевой Боной.
В 2012 г. польский археолог и член Сейма Марек Познански предположил, что в каждом дукате содержалось 3,5 грамма золота 986 пробы, и подсчитал, что по текущим ценам на золото без учёта процентов сумма кредита составляет 235 млн польских злотых или 57 млн евро. Министерство иностранных дел Польши ответило, что это была ссуда не от польского правительства, а от Боны как от частного лица; поэтому, если срок исковой давности не истёк, иск должен предъявляться потомками Боны, которых нет в живых.